# Martynian Wojciech Darzycki
Martynian Wojciech Darzycki (ur. 14 lutego 1918 w miejscowości Jagiełła, zm. 2 lipca 2009 w Miastkówce) – polski zakonnik, należący do Zakonu Braci Mniejszych, pracujący na Ukrainie.

## Życiorys
Urodził się 14 lutego 1918 r. w miejscowości Jagiełła w ówczesnym województwie lwowskim. W roku 1934 wstąpił do Zakonu Braci Mniejszych w Prowincji Niepokalanego Poczęcia Najświętszej Maryi Panny, nazywanej popularnie Prowincją OO. Bernardynów. Pierwszą profesję zakonną złożył 2 września 1935 roku. Pracował w tym czasie m.in. w klasztorze w Sokalu, gdzie prowadził chór parafialny. Święcenia kapłańskie otrzymał 21 marca 1943 roku. Od 1943 roku pracował jako proboszcz w obwodzie żytomierskim. Posługą duszpasterską obejmował aż 5 regionów, w tym parafian w Kijowie i pod Odessą.
Po wojnie nie wyjechał do Polski, ale pozostał na terenach obecnej Ukrainy. W 1946 roku został aresztowany przez NKWD i spędził 5 miesięcy w żytomierskim więzieniu. Wyrokiem sowieckiego sądu ojca Martyniana Darzyckiego skazano na 8 lat pozbawienia wolności z wysiedleniem na okres 5 lat z Ukrainy, zgodnie z art. 54-10 kodeksu karnego USRS za „prowadzenie antyradzieckiej agitacji”. 26 października 1946 roku Darzycki znalazł się w obozie w Nachodce na Dalekiem Wschodzie. W barakach przeznaczonych dla 120 więźniów przebywało ich tam 800. 16 maja 1947 roku przeniesiono go do Magadanu na Kołymie, gdzie pracował w kopalni złota. Był zmuszany do wyczerpującej pracy także w temperaturze 60 stopni poniżej zera, co sprawiło, że ciężko zachorował. Uratowała go rodzina lekarzy, która zabrała go do siebie tłumacząc władzom obozu, że jest im niezbędna pomoc przy pracach domowych.
2 lipca 1952 roku, po sześciu latach, ojca Darzyckiego zwolniono z obozu. Wrócił on na Ukrainę. Podjął pracę w Murafie, ale opieką obejmował pięć kościołów położonych w znacznej odległości od siebie, choć nie miał pozwolenia na wyjazd z posługą duszpasterską z Murafy. Odprawiał także msze święte w domach, udzielał ślubów, odwiedzał chorych, nauczał dzieci religii. Jego praca przyczyniła się do wzrostu religijności na Podolu, władze uznały go za religijnego fanatyka i przeniosły do Miastkówki, oddalonej od skupisk wiernych. Pracował tam od 1957 roku, ale potajemnie działał na terenie całej Ukrainy i w innych republikach Związku Radzieckiego, narażając się na ponowne aresztowanie. Stworzył podziemną wspólnotę franciszkańską, do której należeli m.in. Piotr Hubczakiewicz, Leon Dubrawski, Mikołaj Sobkowski, Zenon Turowski, Stanisław Szyrokoradiuk, Piotr Żakowski, Józef Pawluk, Giennadij Siciński, Sławomir Wetługin, Paschalis Niemenczenko, Franciszek Botwina. Ojciec Darzycki dbał o formację duchową młodych braci. W 1991 roku podczas konsekracji we Lwowie trzech nowych biskupów, wychowankowie ojca Darzyckiego po raz pierwszy wyszli z podziemia, przybywając na uroczystość w zakonnych habitach. Oficjalna struktura zakonu franciszkanów na Ukrainie została erygowana później. Kiedy w 1993 roku utworzono Kustodię, należało do niej już 38 braci, co było zasługą ojca Darzyckiego – przez wiele lat był on jedynym franciszkaninem działającym na Ukrainie.
W Miastkówce ojciec Darzycki pracował ponad 50 lat, aż do śmierci.
Wśród franciszkanów ojciec Darzycki cieszył się niezwykłym szacunkiem i autorytetem, bracia nazywali go Patriarchą.
Wielkie zasługi ojca Darzyckiego, nie tylko dla Kościoła, uznał rząd Polski przyznając mu odznakę Zasłużony dla Kultury Polskiej oraz Komandorię Orderu Zasługi Rzeczypospolitej Polski.